# Janko Janković
Janko Janković (ur. 14 stycznia 1963 w Splicie) – chorwacki piłkarz występujący na pozycji napastnika.

## Kariera klubowa
Janković karierę rozpoczynał w sezonie 1982/1983 w drugoligowym zespole NK Solin. W 1983 roku przeszedł do pierwszoligowego Hajduka Split. W sezonie 1983/1984 zdobył z nim Puchar Jugosławii, po czym odszedł do drugoligowego RNK Split. W 1985 roku wrócił do pierwszej ligi, zostając graczem klubu HNK Rijeka. Występował tam przez 3 sezony.
W 1988 roku Janković przeszedł do hiszpańskiego Realu Valladolid. W Primera División zadebiutował 4 września 1988 w wygranym 3:0 meczu z Elche CF, w którym strzelił też dwa gole. W sezonie 1988/1989 wraz z Realem dotarł do finału Pucharu Króla, przegranego jednak z Realem Madryt. Graczem Valladolid był przez dwa sezony.
Następnie, przez pięć sezonów, Janković grał w innym pierwszoligowcu, Realu Oviedo. W 1995 roku odszedł do Hérculesa. W sezonie 1995/1996 awansował z nim z Segunda División do Primera División. W 1997 roku zakończył karierę.

## Kariera reprezentacyjna
W reprezentacji Chorwacji Janković zadebiutował 23 marca 1994 w wygranym 2:0 towarzyskim meczu z Hiszpanią. W drużynie narodowej rozegrał 2 spotkania, oba w 1994 roku.